# Ensam i ödemarken
Ensam i ödemarken är ett seriealbum om pälsjägaren Buddy Longway. Utgivet i original 1977 och på svenska 1978. Svensk text av Sture Hegerfors.

## Handling
Buddy Longway är på väg till fortet med en last skinn när han dras med av ett stenskred och faller ner för en brant. När han återfår medvetandet inser han att hans ben är brutet och att han är ensam ute i ödemarken. Gamarna samlas. Han lyckas döda en gam och med hjälp av rått gamkött återfå såpass med krafter att han lyckas hitta sina hästar.
Färden blir strapatsrik och kräver lösningar på flera svårigheter. En kväll när han slagit läger kommer en häst gående med en sårad, nästan medvetslös ryttare i sadeln. Det är den unge pojken Mikael Cooper som flytt för att hämta hjälp när de blev överfallna av indianer. Buddy måste nu upp i sadeln och rida i full galopp för att nå fortet i rimlig tid.
Han kommer fram och hinner precis berätta vad som hänt innan han faller i medvetslöshet. När han vaknar är han hos Mikaels syster Nancy. Benet är gipsat. Snart kommer sårade in och de bär in Mikael, som överlever.
Cesar är en äldre man som leder fortets jaktlag och han erbjuder Buddy att stanna. Nancy, som fattat tycke för Buddy, vill också gärna att han ska stanna. Buddy berättar att han har fru och barn som väntar på honom, och så snart benet tillåter reser han hem igen.
På vägen tillbaka möter han Vilda Vargen som han vunnit över i första albumet. Denne vill ha revansch, men när han ser att Buddy är gipsad avstår han och låter Buddy fortsätta sin resa. Han anländer lyckligt hem.

## Buddy blir av med skägget
Buddys skäggväxt har utvecklats genom albumen och i detta album har han skägg och mustascher. Men när han kommit till fortet och är hemma hos Nancy är han slätrakad utan förklaring och ser dessutom yngre ut. När han lämnar fortet är helskägget och mustascherna tillbaka. Troligen har tecknaren ritat denna sekvens tidigare men den blev aldrig använd, detta är dock bara en gissning.

## Återkommande karaktärer
- Vilda Vargen, kråkindian
- Cesar
- Mikael Cooper
- Nancy